# Dianas
Las dianas son pasacalles musicales, realizados dentro del programa de fiestas de numerosos pueblos y ciudades. Se desarrollan a primera hora de la mañana, generalmente como primer acto del día. Forman parte de la idiosincrasia del país en el que se desarrollen.

## En España
En algunos casos y especialmente en pueblos pequeños de Castilla y León, las dianas pueden ir parando frente a cada casa del pueblo, “obligando” a sus habitantes a ofrecer a los músicos y sus acompañantes algún tipo de bebida (chocolate y refrescos para la chiquillería, café, vino u otras bebidas para el resto) y comidas (galletas, bizcochos y otros dulces, o también jamón, chorizo y encurtidos), así como donativos para sufragar los gastos de los festejos.

## En Panamá
En Panamá se celebra de un modo diferente, especialmente en el amanecer del 3 de noviembre, para conmemorar la Separación de Panamá de Colombia en 1903. Las dianas las interpretan bandas militares y de música de las diversas instituciones del Estado panameño.
Las dianas tradicionales son celebradas en el Palacio de Las Garzas, Presidencia de la República, el día 3 de noviembre entre las 4:00 a. m. y 6:00 a. m. en conmemoración de la separación de Panamá de Colombia. Los distintos estamentos de seguridad del Estado se congregan para rendir homenaje a la patria con sus tonadas populares y folclóricas. Generalmente, se desata una competencia entre las bandas para ver quién tiene más popularidad entre los dignatarios y el pueblo que se congrega en los alrededores. A su vez, la Presidencia de la República ofrece refrigerios, licor y comida (empanadas, emparedados y dulces) a los presentes.

### Cronología y origen
Carlos Antonio Correa Echeverría, comandante del 
Benemérito Cuerpo de Bomberos de Panamá, señaló que: "Las dianas se escuchan desde 1891, antes de la proclamación de la República, cuando había una banda que prestaba servicios duales" tanto al Benemérito Cuerpo de Bomberos de Panamá y a la Banda Republicana, que en aquella época se llamaba La Banda Panamá.
El mayor Fernando Rodríguez, integrante de la Banda de Música del Benemérito Cuerpo de Bomberos de Panamá, tiene su criterio al respecto: "Yo tengo entendido que las dianas nacieron al acercarse las fiestas patrias, los músicos que tocaban en la banda de guerra alegraban los cuarteles con sus tonadas".
Los datos históricos revelan que a las 6 de la tarde del 3 de noviembre de 1903, al declararse la Separación de Panamá de Colombia en el Cuartel de Chiriquí (cuartel principal del ejército colombiano en el Istmo), se entonaron con el clarín toques de dianas militares en celebración a la gesta separatista. Luego, el Benemérito Cuerpo de Bomberos de la República de Panamá salieron con sus clarines y tambores a recorrer las calles con los ciudadanos emocionados a festejar la gesta patriótica al son de cornetas y tambores.
Con la evolución del tiempo, las dianas se han adecuado a los tiempos modernos con nuevos instrumentos, pero no se ha eliminado el clarín que es un instrumento meramente militar, primer instrumento que celebró la separación de Panamá de Colombia.
Las dianas panameñas tienen sus raíces al mezclar la rigidez militar con las tonadas folclóricas y populares del pueblo, dándole un sabor único entre lo militar y lo popular.
Actualmente, las dianas son dedicadas a los Presidentes de la República, al primer comandante del Benemérito Cuerpo de Bomberos de la República de Panamá, a los ministros de Estado y a los jefes representativos de gobierno de la República.
En 1938, la banda de música de la Policía Nacional se sumó a la celebración. Así nació una competencia entre instituciones para demostrar cuál logra mayor popularidad en el Palacio de Las Garzas y la Presidencia de la República de Panamá. Desde 1995 se sumó a esta actividad el Servicio de Protección Institucional (SPI), en 1999 el Sistema Nacional de Protección Civil y el Servicio Aéreo Nacional que se presentó a partir del 2002.

### Formación Instrumental y Musical
Dianas Tradicionales: Son acompañadas con clarín, redoblante y bombo, y presentan una mezcla entre tonadas marciales y folclóricas.
Dianas Modernas:Son acompañadas con clarín, redoblante, bombo, trompeta, saxofón, timbal, conga, guitarra eléctrica y bajo, y presentan principalmente música popular durante todo el año en curso de los géneros populares del país como típico, Merengue, Salsa, y el Konpa dirèk (Compás haitiano). En estos últimos años también a las Dianas se les está incorporando musicalmente el Reggaeton.